# Psychotria obscura
Psychotria obscura là một loài thực vật có hoa trong họ Thiến thảo. Loài này được Zoll. & Moritzi miêu tả khoa học đầu tiên năm 1846.